# Ядвісін (Леґьоновський повіт)
Ядвісін (пол. Jadwisin) — село в Польщі, у гміні Сероцьк Леґьоновського повіту Мазовецького воєводства.
Населення — 775 осіб (2011).
У 1975-1998 роках село належало до Варшавського воєводства.

## Демографія
Демографічна структура станом на 31 березня 2011 року:
|          | Загалом | Допрацездатний вік | Працездатний вік | Постпрацездатний вік |
| -------- | ------- | ------------------ | ---------------- | -------------------- |
| Чоловіки | 367     | 80                 | 255              | 32                   |
| Жінки    | 408     | 80                 | 254              | 74                   |
| Разом    | 775     | 160                | 509              | 106                  |